# Pablo Berger
Pablo Berger Uranga (Bilbao, 1963) es un cineasta español.

## Biografía
Hizo sus estudios de enseñanza primaria y secundaria, primero en la escuela San Vicente y más tarde en el Colegio Trueba de Artxanda, situado en las alturas de Bilbao y el cual recuerda con mucho cariño.
En 1988 dirigió su primer cortometraje, Mamá, una producción de Joaquín Trincado, con dirección artística de Álex de la Iglesia y las colaboraciones de Torrebruno y Ramón Barea. Con los múltiplespremios obtenidos consiguió una beca de la Diputación Foral de Vizcaya para estudiar un máster en cine en la New York University donde dirigió su corto “Truth and Beauty” por el que fue nominado a los Emmy. Después del doctorado, ejerció como profesor de dirección en la New York Film Academy (NYFA). A partir de entonces, comenzó una carrera paralela como publicista y realizador de videoclips. Su ópera prima, la coproducción hispano-danesa Torremolinos 73 (2003), con Javier Cámara, Candela Peña, Mads Mikkelsen y Fernando Tejero consiguió multitud de premios nacionales e internacionales, entre otros, la Biznaga de Oro a la mejor película en el Festival de Málaga, así como cuatro nominaciones a los Premios Goya. Además, fue una de las películas más taquilleras de ese año en España. 
En 2012 estrenó su segunda película, Blancanieves, que fue elegida para representar a España en los Premios Óscar en la categoría de Mejor película de habla no inglesa, y que ganó 10 Premios Goya. A su vez gana el premio Ariel a la mejor película iberoamericana, y ganó la Concha de Plata a la mejor actriz, junto con el premio especial del Jurado en el Festival de San Sebastián. También estuvo nominada a los César como mejor película extranjera en 2014 y a los European Film Awards como mejor película y mejor director donde, además, ganó el premio al mejor vestuario europeo. 
Pablo Berger es Caballero de las Artes y de las Letras Francesas (2015) y miembro de la Academia de Hollywood. 
En las navidades de 2013 estrenó el nuevo y polémico anuncio del Sorteo Extraordinario de la Lotería de Navidad de Loterías y Apuestas del Estado con Marta Sánchez, David Bustamante, Niña Pastori, Raphael y Montserrat Caballé que fue un fenómeno con millones de visitas en la red. 
En 2017 estrenó Abracadabra, una comedia protagonizada por Maribel Verdú y, al igual que Blancanieves producida por Arcadia Motion Pictures (Ibon Cormenzana, Ignasi Estapé, Sandra Tapia y Ángel Durández). Otro éxito de crítica, generalista y especializada. 
En mayo del 2023 estrenó Robot Dreams en el Sección Oficial del Festival de Cannes. Su primera película de animación 2d, basada en la novela gráfica de Sara Varon y producida por tercera vez por Arcadia Motion Pictures. Recibió galardones en los festivales de Annecy, Sitges y Bucheon, dos Premio Goya,  al Mejor Guion Adaptado y a la Mejor Película de Animación, el Premio Annie, el Premio Platino y el European Film Award a la Mejor Película de Animación. Y fue nominada a los Premios Oscar 2024 Mejor Película de Animación.  

## Premios y reconocimientos
Premios Goya
| Año  | Categoría                   | Película     | Resultado |
| ---- | --------------------------- | ------------ | --------- |
| 2012 | Mejor guion original        | Blancanieves | Ganador   |
| 2017 | Mejor guion original        | Abracadabra  | Nominado  |
| 2023 | Mejor guion adaptado        | Robot Dreams | Ganador   |
| 2023 | Mejor película de animación | Robot Dreams | Ganador   |

Festival Internacional de Cine de San Sebastián
| Año  | Categoría         | Película     | Resultado |
| ---- | ----------------- | ------------ | --------- |
| 2012 | Premio del jurado | Blancanieves | Ganador   |

Medallas del Círculo de Escritores Cinematográficos
| Año  | Categoría                       | Película     | Resultado |
| ---- | ------------------------------- | ------------ | --------- |
| 2012 | Mejor director                  | Blancanieves | Ganador   |
| 2012 | Mejor guion original            | Blancanieves | Ganador   |
| 2023 | Mejor película                  | Robot Dreams | Nominado  |
| 2023 | Mejor director                  | Robot Dreams | Nominado  |
| 2023 | Mejor guion adaptado            | Robot Dreams | Nominado  |
| 2023 | Mejor largometraje de animación | Robot Dreams | Ganador   |

- Premio Acción 2024 Mejor Director/a de Animación, por Robot Dreams. [13]
- Premio ‘Diboos de Honor’ (2024).[14]
- Medalla de Oro al Mérito en las Bellas Artes 2023.[15]

## Filmografía
- Torremolinos 73 (2003)
- Blancanieves (2012)
- Abracadabra (2017)
- Robot Dreams (2023)

## Anuncios TV
- Sorteo Extraordinario de la Lotería de Navidad 2013